# Indiana Jones et la Machine infernale
Indiana Jones et la Machine infernale (Indiana Jones and the Infernal Machine) est un jeu vidéo développé par LucasArts et édité en France par Ubisoft en 1999.
Avec ce titre, le studio LucasArts s'écarte des jeux d'aventure point and click qui ont largement contribué à sa renommée avec des titres comme Maniac Mansion: Day of the Tentacle, Monkey Island et, bien sûr, Indiana Jones et le Mystère de l'Atlantide. En 3D à la 3e personne, mêlant phases d'exploration, phases d'action (combats arme au poing) et phases de plateformes, Indiana Jones et la Machine Infernale reprend clairement le concept Tomb Raider.
La version Nintendo 64 du jeu n'a jamais été éditée en Europe.
La version PlayStation du jeu a été annulée.

## Synopsis
Le joueur est amené à bourlinguer en Mésopotamie, en Amérique centrale, dans l'ancienne Nubie, sur une île perdue du Pacifique et dans les altitudes glacées aux confins de la Chine et de l'URSS.
En effet, l'histoire se déroule au lendemain de la Seconde Guerre mondiale, au moment où s'amorce la guerre froide. Exeunt donc les nazis : c'est aux agents de Moscou qu'Indy est confronté. Une fois de plus, Henry Jones Jr va devoir récupérer quelques antiques et dangereux artefacts avant qu'ils ne tombent en de mauvaises mains.
Dans les ruines de Babylone, Indy apprend l'existence d'une mystérieuse et dangereuse machine qui aurait été créée du temps du roi Nabuchodonosor. Finalement mise en pièces, quatre disciples de la divinité Marduk s'enfuirent aux quatre coins du monde emportant avec eux de précieuses reliques, des pièces de la machine.
Le premier, Urgon s'enfuit vers les monts célestes (chaîne du Tian shan). Le second, Taklit, sur l'île de Palawan dans l'archipel des Philippines. Le troisième, Azerim, en Amérique centrale, en pays olmèque. Le dernier enfin, Nub, vers le royaume de Nubie.
Une fois toutes rassemblées, elles permettraient de compléter la machine, et d'ouvrir ainsi un passage entre deux mondes: le monde réel, et l'aetherium, une autre dimension de la réalité, royaume de la divinité Marduk, dont les intentions à l'égard de l'humanité ne semblent en aucun cas amicales.